# Ragnar Stare
Ragnar Alexander Stare, född 24 november 1884 i Västerhejde, död 30 juni 1964 i Adolf Fredriks församling i Stockholm, var en svensk sportskytt. 
Ragnar Stare deltog i OS 1920 i Antwerpen. Han är begravd på Norra begravningsplatsen utanför Stockholm. 